# Ivica Iliev
Ivica Iliev (ur. 27 października 1979 w Belgradzie) – serbski piłkarz pochodzenia macedońskiego występujący na pozycji skrzydłowego. Od 2015 roku jest dyrektorem sportowym FK Partizan.

## Kariera klubowa
Ivica Iliev jest wychowankiem belgradzkiego klubu FK Rad, z którego trafił do Partizana w 1995 roku. W pierwszej drużynie Partizana występował w latach 1997–2004. W 2004 roku przeniósł się do włoskiej Messiny. Dwa lata później został wypożyczony do klubu Genoa CFC. W 2007 roku opuścił zespół z Sycylii i został piłkarzem greckiego PAOK-u. Iliev, po zakończeniu sezonu 2007/2008, przeniósł się do niemieckiego Energie Cottbus, zaś rok później do izraelskiego Maccabi Tel-Awiw. W 2010 roku powrócił do Partizana, z którym zdobył mistrzostwo oraz Puchar Serbii w sezonie 2010/2011. Został również królem strzelców serbskiej Superligi. Po sezonie odszedł do Wisły Kraków. Po sezonie 2012/13 w Wiśle zakończył karierę piłkarską.

## Kariera reprezentacyjna
W 2003 roku Iliev rozegrał dwa mecze w Reprezentacji Serbii i Czarnogóry: z Niemcami i Polską, w którym zdobył swojego jedynego gola w kadrze.

## Statystyki
(stan na 2 czerwca 2013)
| Klub             | Sezon        | Liga         | Liga  | Liga   | Puchary krajowe | Puchary krajowe | Puchary europejskie | Puchary europejskie | Baraże | Baraże | Suma  | Suma   |
| Klub             | Sezon        | Liga         | Mecze | Bramki | Mecze           | Bramki          | Mecze               | Bramki              | Mecze  | Bramki | Mecze | Bramki |
| ---------------- | ------------ | ------------ | ----- | ------ | --------------- | --------------- | ------------------- | ------------------- | ------ | ------ | ----- | ------ |
| Partizan         | 1997–1998    | Prva Liga    | 4     | 0      |                 |                 | 0                   | 0                   | –      | –      | 4     | 0      |
| Partizan         | 1998–1999    | Prva Liga    | 15    | 4      |                 |                 | 2                   | 1                   | –      | –      | 17    | 5      |
| Partizan         | 1999–2000    | Prva Liga    | 29    | 8      | 2               | 0               | 6                   | 0                   | –      | –      | 37    | 8      |
| Partizan         | 2000–2001    | Prva Liga    | 33    | 10     | 5               | 6               | 4                   | 0                   | –      | –      | 42    | 16     |
| Partizan         | 2001–2002    | Prva Liga    | 22    | 3      | 2               | 2               | 3                   | 1                   | –      | –      | 27    | 6      |
| Partizan         | 2002–2003    | Prva Liga    | 27    | 13     | 2               | 0               | 8                   | 2                   | –      | –      | 37    | 15     |
| Partizan         | 2003–2004    | Prva Liga    | 20    | 3      | 1               | 0               | 10                  | 1                   | –      | –      | 31    | 4      |
| ACR Messina      | 2004–2005    | Serie A      | 29    | 1      | 4               | 0               | –                   | –                   | –      | –      | 33    | 1      |
| ACR Messina      | 2005–2006    | Serie A      | 8     | 0      | –               | –               | –                   | –                   | –      | –      | 8     | 0      |
| Genoa CFC        | 2005–2006    | Serie C1     | 17    | 3      | –               | –               | –                   | –                   | 4      | 1      | 21    | 4      |
| ACR Messina      | 2006–2007    | Serie A      | 21    | 0      | 5               | 1               | –                   | –                   | –      | –      | 26    | 1      |
| PAOK FC          | 2007–2008    | Super League | 17    | 1      | 1               | 0               | –                   | –                   | –      | –      | 18    | 1      |
| Energie Cottbus  | 2008–2009    | Bundesliga   | 27    | 3      | 2               | 0               | –                   | –                   | 1      | 0      | 30    | 3      |
| Maccabi Tel Awiw | 2009–2010    | Ligat ha’Al  | 17    | 3      | 3               | 2               | –                   | –                   | –      | –      | 20    | 5      |
| Partizan         | 2010–2011    | Superliga    | 27    | 13     | 4               | 1               | 8                   | 1                   | –      | –      | 39    | 15     |
| Wisła Kraków     | 2011–2012    | Ekstraklasa  | 28    | 1      | 5               | 1               | 12                  | 1                   | –      | –      | 45    | 3      |
| Wisła Kraków     | 2012–2013    | Ekstraklasa  | 20    | 3      | 4               | 1               | –                   | –                   | –      | –      | 24    | 4      |
| Suma             | Partizan     | Partizan     | 177   | 54     | 16              | 9               | 41                  | 6                   | –      | –      | 234   | 69     |
| Suma             | Messina      | Messina      | 58    | 1      | 9               | 1               | –                   | –                   | –      | –      | 67    | 2      |
| Suma             | Wisła Kraków | Wisła Kraków | 48    | 4      | 9               | 2               | 12                  | 1                   | –      | –      | 69    | 7      |

## Osiągnięcia

### Klubowe
Partizan
- Prva Liga: 1998/99, 2001/02, 2002/03
- Superliga: 2010/11
- Puchar Jugosławii: 1997/98, 2000/01
- Puchar Serbii: 2010/11

### Indywidualne
- Król strzelców Superligi: 2010/11
- Drużyna sezonu Superligi: 2010/11